# Усівська сільська рада (Згурівський район)
| Усівська сільська рада — орган місцевого самоврядування у Згурівському районі Київської області з адміністративним центром у с. Усівка. Історична дата утворення: в 1920 році. Водоймища на території, підпорядкованій даній раді: р. Супій. 05.02.1965 Указом Президії Верховної Ради Української РСР передано Усівську сільраду Яготинського району до складу Баришівського району. Сільській раді підпорядковані населені пункти: - с. Усівка |

## Склад ради
Рада складається з 16 депутатів та голови.

### Керівний склад ради
| ПІБ                       | Основні відомості                                                 | Дата обрання | Дата звільнення |
| ------------------------- | ----------------------------------------------------------------- | ------------ | --------------- |
| Давидов Юрій Геннадійович | Сільський голова, 1962 року народження, освіта, безпартійний      | 26.03.2006   | 31.10.2010      |
| Давидов Юрій Геннадійович | Сільський голова, 1962 року народження, освіта вища, безпартійний | 31.10.2010   |                 |

Примітка: таблиця складена за даними джерела